# Ellen Diedrich
Ellen Mathilde Diedrich (25. december 1877 i København – 9. maj 1922 smst) var en dansk skuespillerinde som medvirkede i nogle få stumfilm omkring år 1910. Fra 1911 indtil de blev skilt, var hun var gift med skuespiller og forfatter Svend Rindom, med hvem hun fik datteren Jessie Rindom.
Hun ligger begravet på Tibirke Kirkegård.

## Filmografi
- 1910 – Den hvide Slavehandel (som Anna; instruktør August Blom, 1910)
- 1910 – Magdalene (som Valborg, Jensens datter; instruktør Holger Rasmussen, 1910)
- 1910 – Sangerindens Diamanter (instruktør Viggo Larsen, 1910)
- 1910 – Mellem Pligt og Kærlighed (ukendt instruktør, 1910)
- 1910 – Modermærket (ukendt instruktør, 1910)